# Gordon Tracy
Gordon Tracy is een personage uit de poppen-televisieserie Thunderbirds, de drie op deze serie gebaseerde films, en de remake Thunderbirds Are Go. Hij is op een na jongste zoon van Jeff Tracy, de oprichter van International Rescue.
Gordon is genoemd naar astronaut Gordon Cooper. Hij is de aquanaut van Thunderbird 4.
Over Gordons exacte geboortedatum bestaan uiteenlopende bronnen aangezien niet even duidelijk is in welk jaar de serie zich nu precies afspeelt. Indien uit wordt gegaan van 2026-2065 (Thunderbirds Are Go) is zijn geboortejaar 2004-2043.
David Graham verzorgde de stem van Gordon in de televisieserie en de eerste twee films. In de live-actionfilm uit 2004 werd Gordon gespeeld door Ben Torgersen. Stemacteur David Menkin verzorgt de stem van Gordon in de remake.

## Biografie
Gordon is de vierde zoon van Jeff Tracy. Hij heeft oceanografie gestudeerd en blinkt uit in vrijwel alle watersporten, van duiken tot waterskiën. Gordon is tevens een van de snelste freestylezwemmers ter wereld. Reeds op de middelbare school was hij olympisch kampioen vlinderslag.
Voordat hij bij zijn vaders organisatie ging werken zat Gordon bij de Submarine Service waar hij zijn opleiding tot aquanaut volgde. Daarna zat hij een tijdje bij de World Aquanaut Security Patrol (een organisatie die voorkwam in de serie Stingray). Hij bracht een jaar door in een onderzoekstation op de zeebodem waar hij wetenschappelijk onderzoek verrichtte.
Gordon is de grappenmaker van zijn familie. Behalve als bestuurder van Thunderbird 4 gaat hij ook geregeld mee op andere reddingsmissies.

## Voetnoot
1. ↑  Deze datum is afkomstig uit de karakterprofielen op de Nederlandse Thunderbirds dvd-reeks